# Santa Cruz (Rio Grande do Norte)
Santa Cruz is een gemeente in de Braziliaanse deelstaat Rio Grande do Norte. De gemeente telt 35.095 inwoners (schatting 2009).

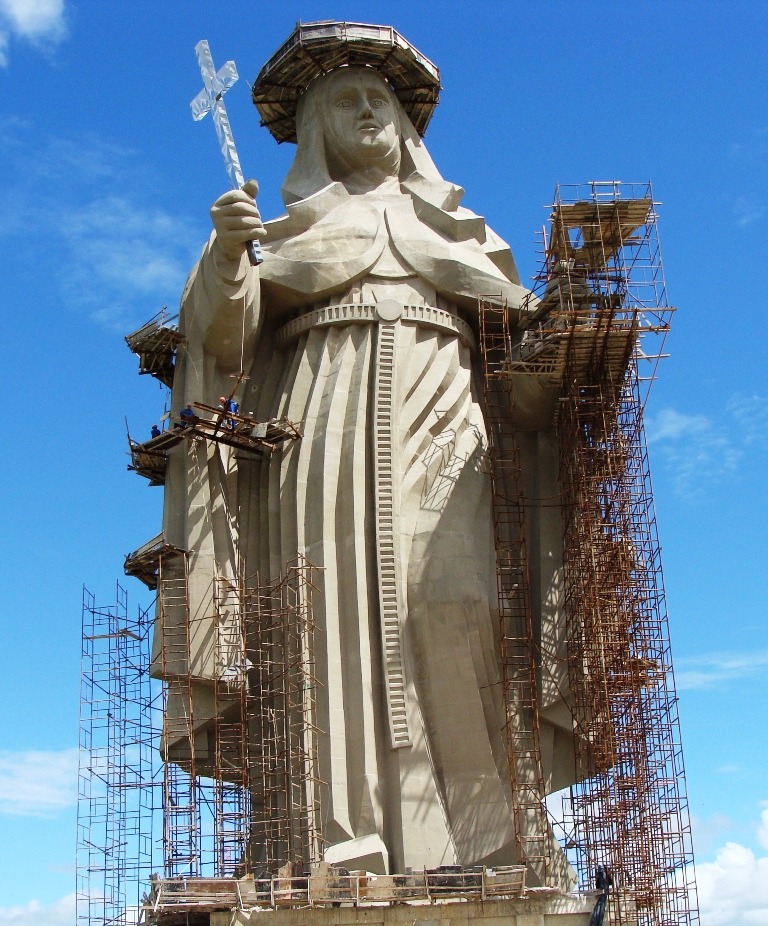
Standbeeld van Santa Rita de Cassia in Santa Cruz